# Nikolai von Glehn

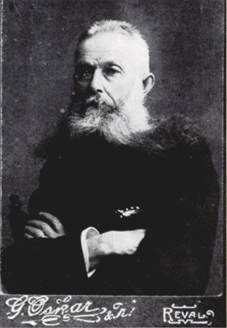
Nikolai von Glehn

Alexander Nikolai von Glehn (russisch Александр Николай фон Глен; * 16. Julijul. / 28. Juli 1841greg. im Dorf Jälgimäe in Saku (Estland); † 7. September 1923 in Ouro Fino in Minas Gerais) war ein deutschbaltischer Gutsherr und Architekt.

## Leben

### Herkunft und Familie
Nikolai von Glehn war Sohn des Gutsherrn Peter von Glehn (1796–1843), der 1821 das Gut  Jälgimäe gekauft hatte, und seiner Frau Auguste Caroline Marie geb. Burchart von Bellavary (1814–1862), die die Tallinner Ratsapotheke betrieb. Sein älterer Bruder Peter von Glehn (1835–1876) war Forschungsreisender und Botaniker.
Glehn heiratete 1866 Caroline Henriette Berg (1847–1896).

### Werdegang
Nikolai von Glehn studierte Wirtschaftswissenschaft, Medizin, Philosophie und Architektur an der Kaiserlichen Universität Dorpat und in Deutschland.
Er bewirtschaftete das ererbte väterliche Gut im Süden von Reval und gründete 1878 an einem Haltepunkt der 1872 gebauten Eisenbahnlinie von Reval nach Paldiski im Norden seiner Ländereien die Ortschaft Nõmme für den Bau von Datschen. Er entwarf und baute auch seinen Landsitz Hohenhaupt, der sofort als Glehns Burg bekannt wurde. Das Hauptgebäude, die Burg, wurde 1886 fertiggestellt und war umgeben von einem Park mit einem Palmenhaus (1900–1910), einem Observatorium (1910, jetzt Observatorium Tallinn), einer Miniaturburg für seine Kinder und Glehns Skulpturen Kalevipoeg und Krokodil (1908). Als Architekt wurde er mit Antoni Gaudí verglichen. Nach dem Tode seiner Frau ließ er für sie den Glehn'schen Friedhof anlegen, auf dem auch zwei früh gestorbene Kinder seines Sohnes Manfred begraben wurden.
Nach der Oktoberrevolution emigrierte Glehn 1918 nach Deutschland und 1922 nach Brasilien, als für seinen Sohn Manfred von Glehn (1867–1924) eine Heilbehandlung in einem warmen Klima nötig wurde.
Am 12. November 2011 erhielt Glehn ein Denkmal an einer Fußgängerbrücke im Zentrum von Nõmme.

## Werke

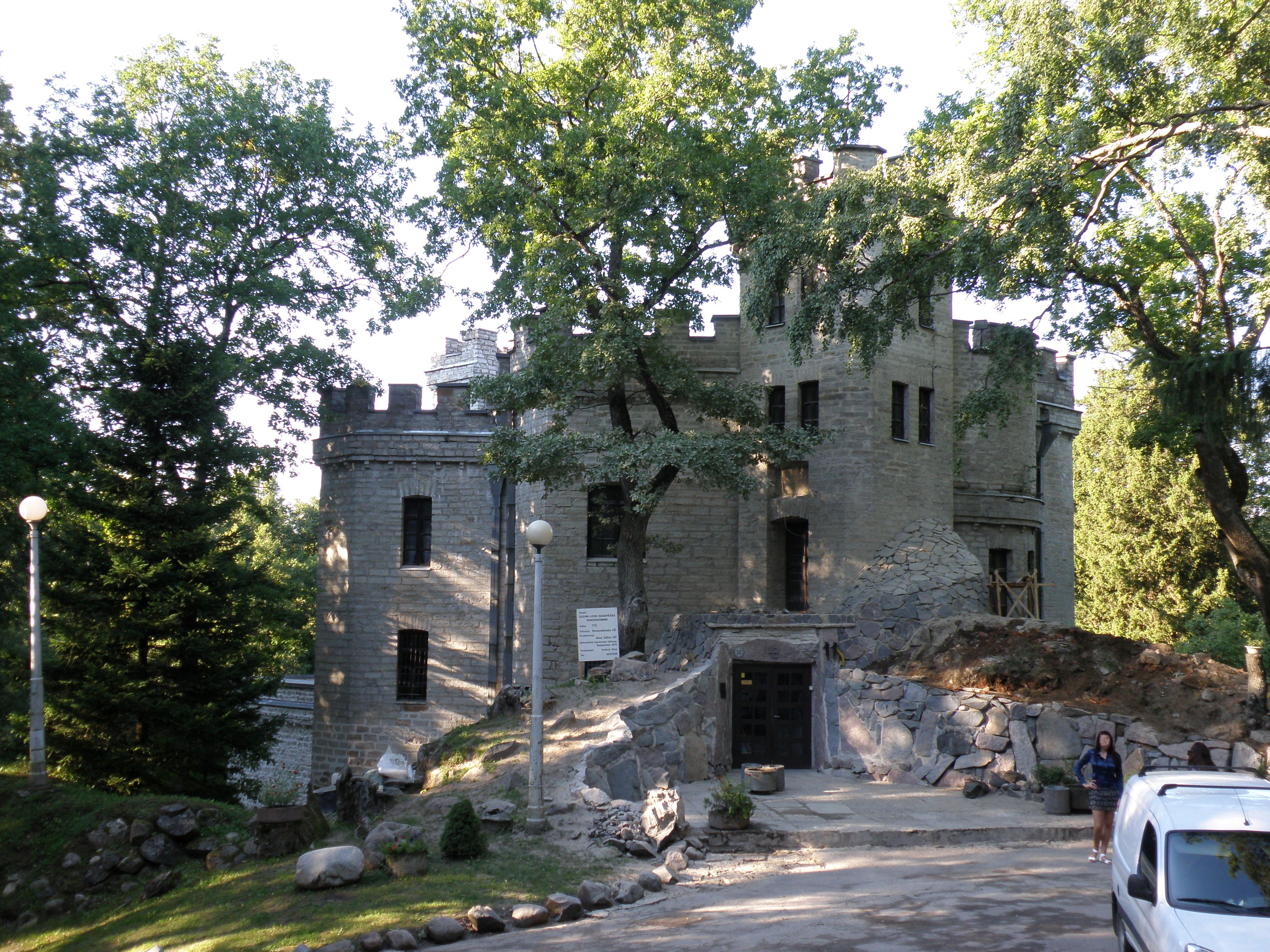
Glehns Burg
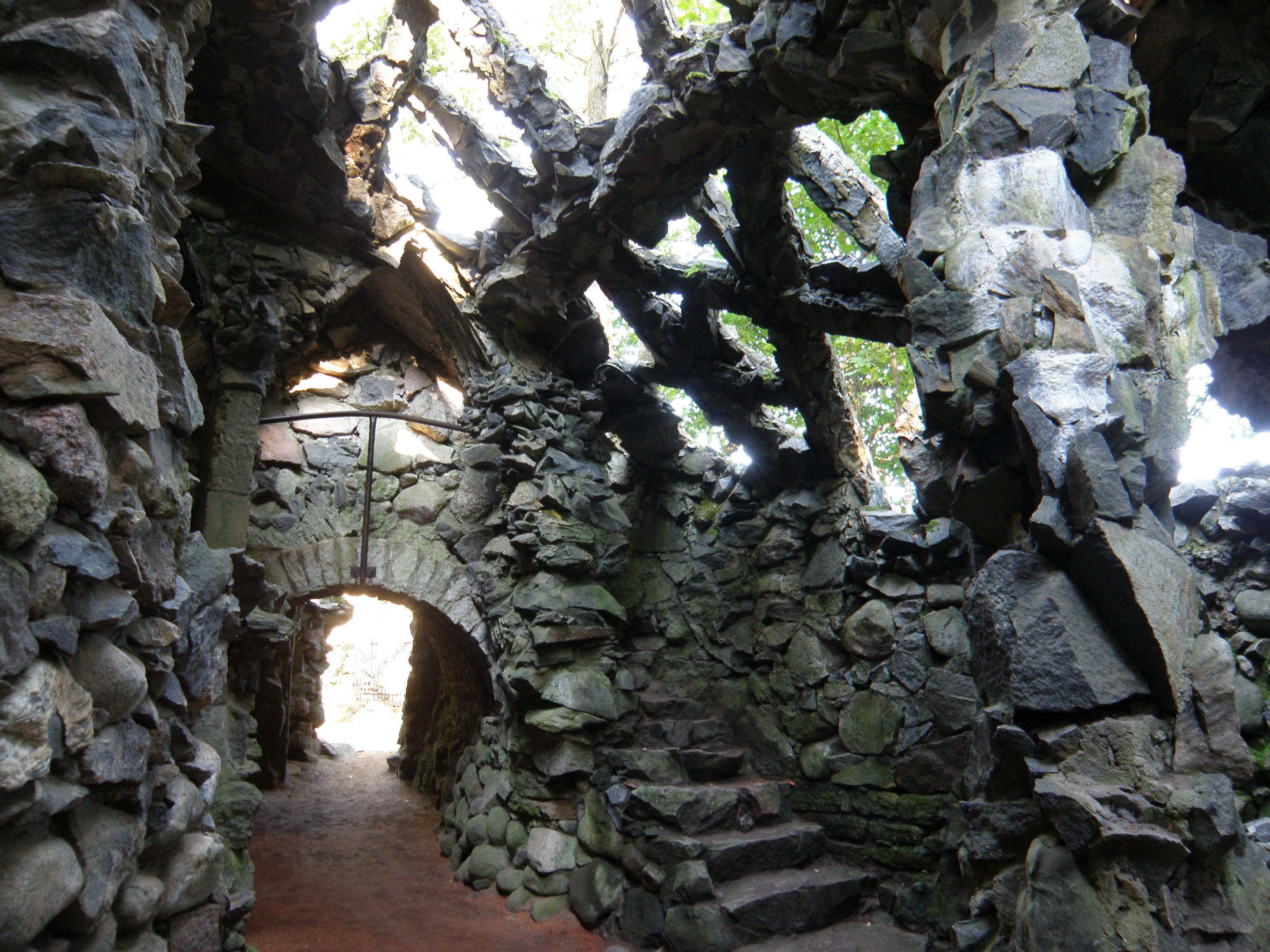
Palmenhaus
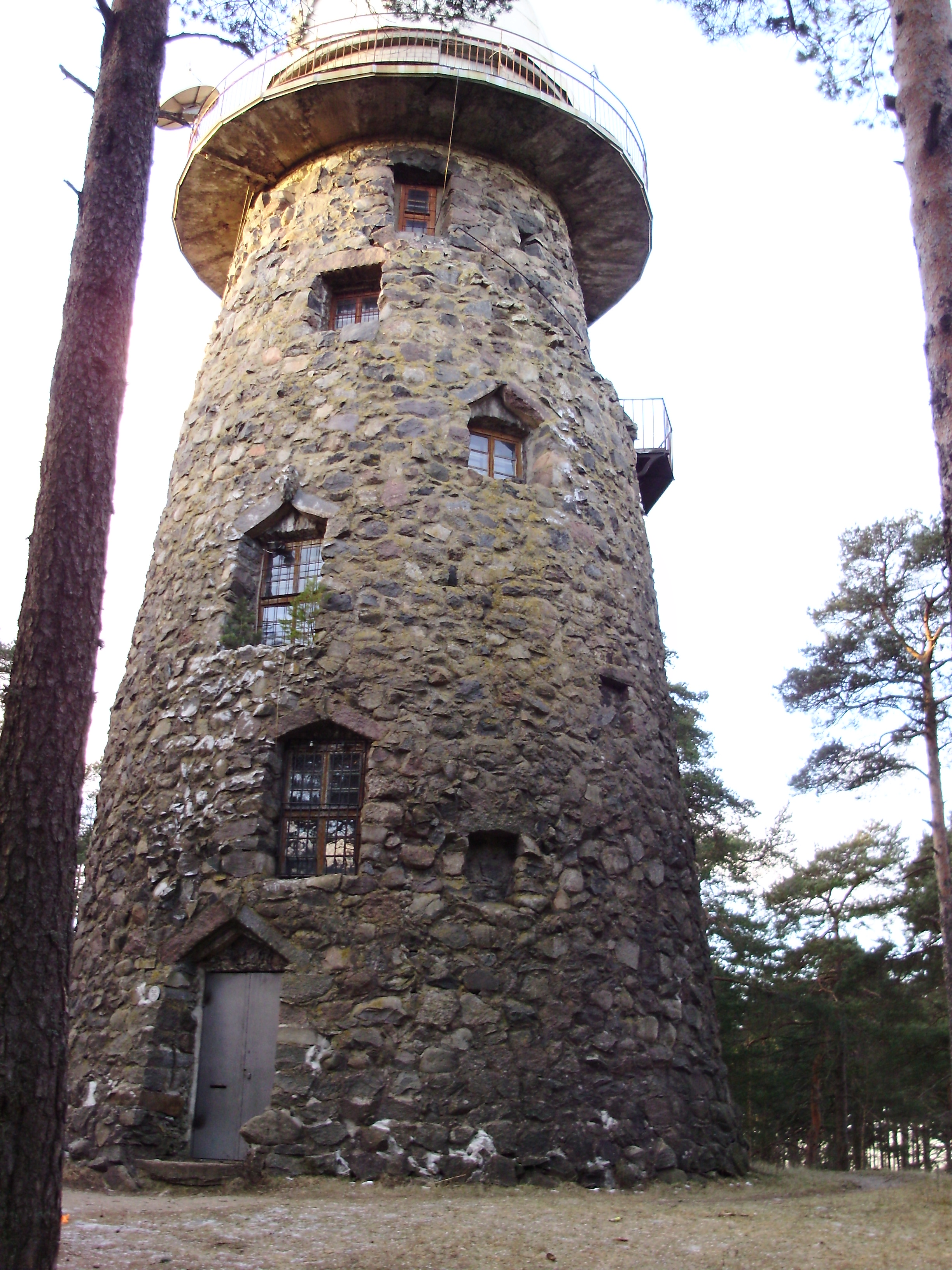
Observatorium
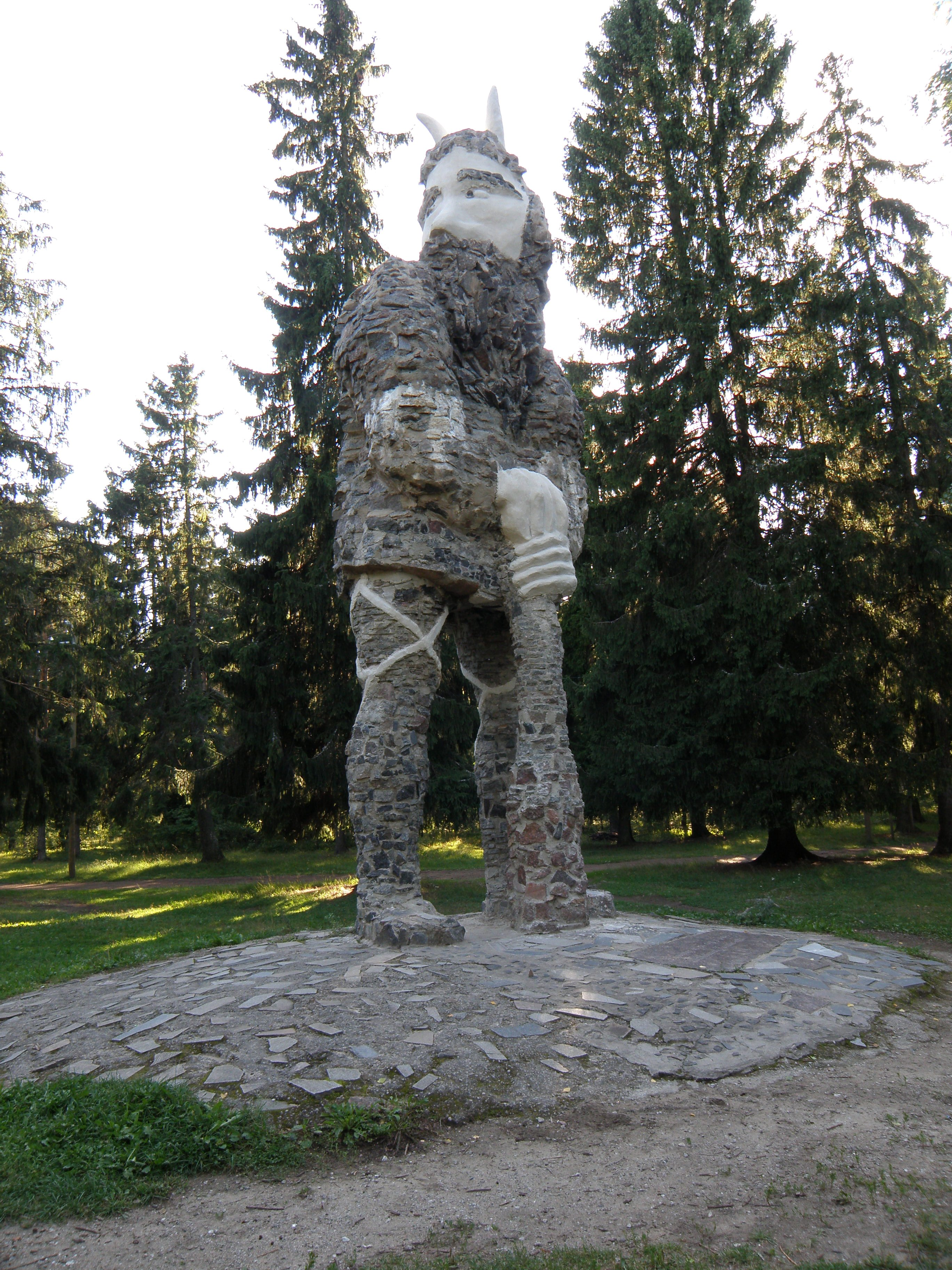
Glehns  Kalevipoeg
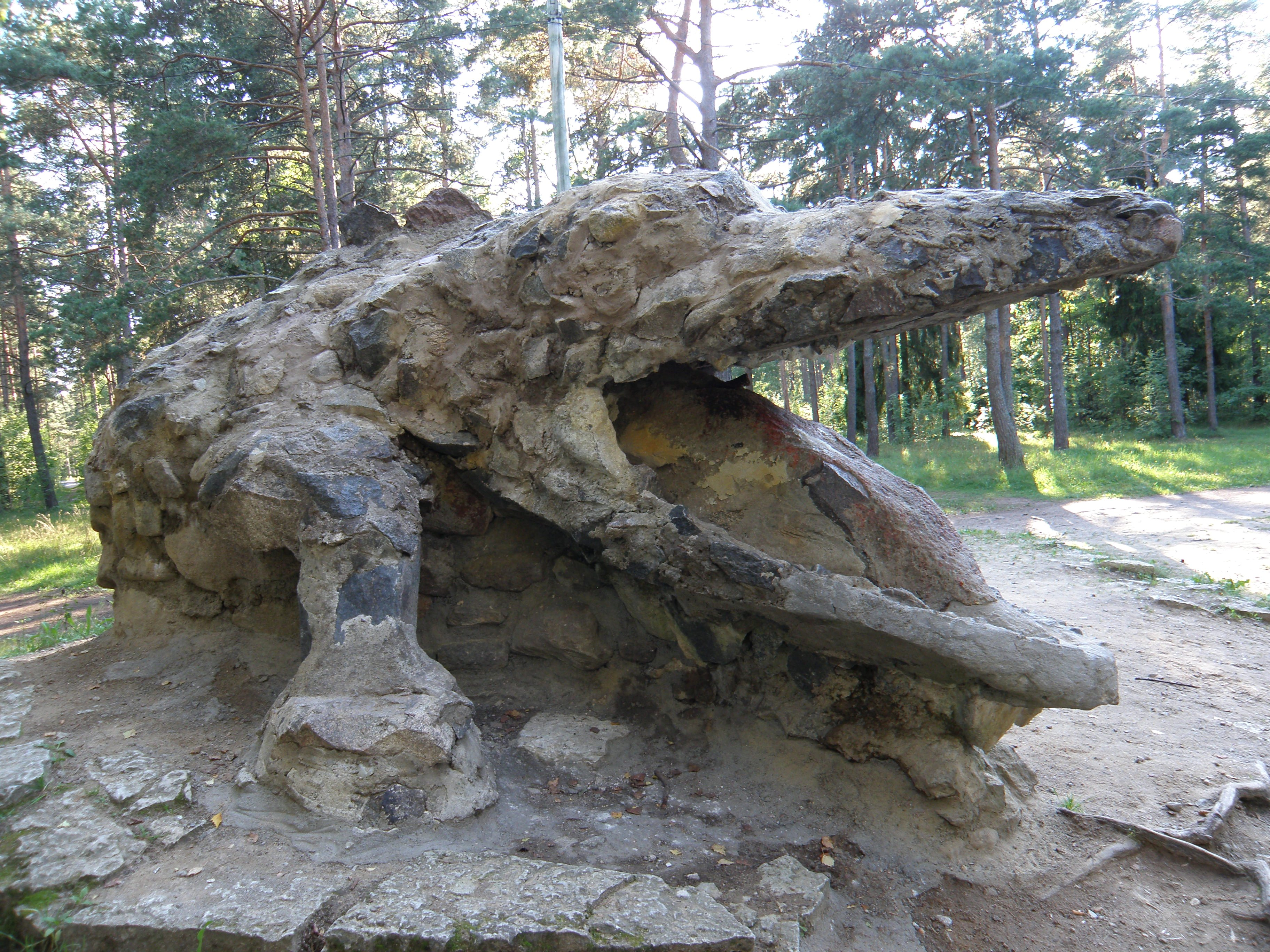
Glehns Krokodil